# Burn (album)
Burn este al optulea album de studio al trupei hard rock Deep Purple. A fost înregistrat în Montreux, Elveția în noiembrie 1973 în studioul mobil al celor de la The Rolling Stones, fiind lansat în februarie 1974.

## Lista pieselor
1. „Burn” (Blackmore, Coverdale) (6:05)
2. „Might Just Take Your Life” (4:36)
3. „Lay Down, Stay Down” (4:15)
4. „Sail Away” (Blackmore, Coverdale) (5:48)
5. „You Fool No One” (4:47)
6. „What's Goin' On Here” (4:55)
7. „Mistreated” (Blackmore, Coverdale) (7:25)
8. „A” 200 (Blackmore, Lord, Paice) (3:51)

- Toate cântecele au fost scrise de Ritchie Blackmore, David Coverdale, Jon Lord și Ian Paice cu excepția celor notate.

## Single-uri
- "Might Just Take Your Life" (1974)
- "Coronarias Reding" (1974)

## Componență
- Ritchie Blackmore - chitară
- David Coverdale - voce
- Glenn Hughes - chitară bas, voce
- Jon Lord - claviaturi
- Ian Paice - baterie